# Marquisat d'Espagne
Ne doit pas être confondu avec Liste des marquisats d'Espagne.

Fiefs méridionaux de la Gaule carolingienne vers 806

Les Marquis d'Espagne encore appelés marquis de Septimanie, est un fief créé à la frontière méridionale de la France sous Charlemagne vers 790 pour se protéger des invasions musulmanes. Le territoire correspondait approximativement à la région Occitanie.

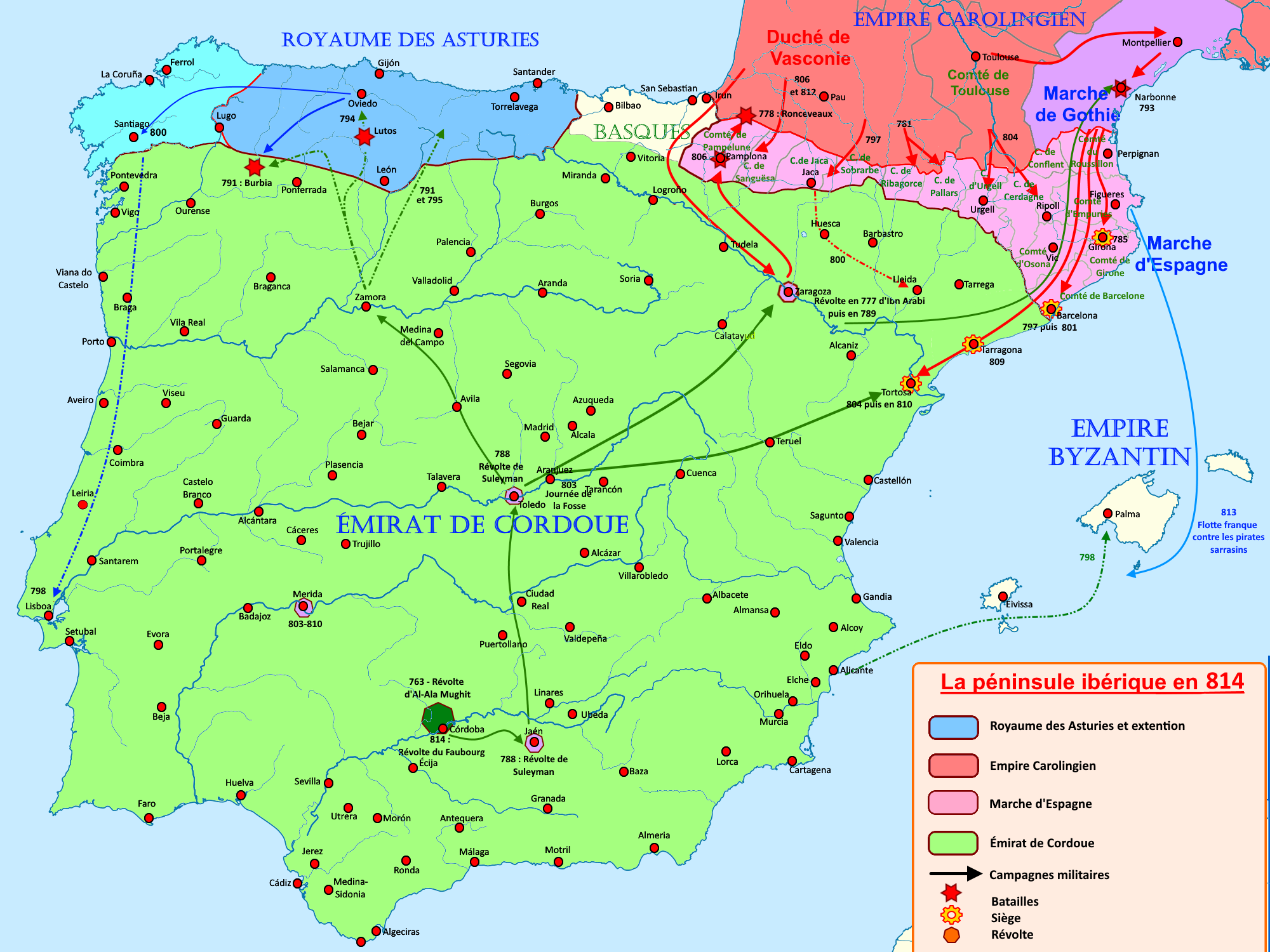
Carte de la péninsule ibérique en 814 avec les campagnes de Charlemagne et la création de la marche d'Espagne.

En 816, Louis le Pieux divise le marquisat en deux : Leibulf de Provence reçoit le marquisat de Septimanie proprement dit, et Bérenger de Toulouse le comté de Toulouse. Les deux fief sont provisoirement réunis en 831 sous Bernard de Septimanie. En rébellion, ce dernier est capturé lors du siège de Toulouse, condamné à mort par le roi Charles le Chauve en 844. Le titre de marquis de Septimanie disparaît alors : Sunifred de Barcelone se voit attribuer le titre de marquis de Gothie, tandis que Guillaume de Septimanie (fils de Bernard) conserve le comté de Toulouse durant cinq ans.

## Marquis d'Espagne
- 789-806 : Guillaume de Gellone, (v. 742-812), fils de Théodoric (ou Thierry Ier) (v. 725-793), comte d'Autun.
- 806-816 : Bégon de Paris, fils du comte Gérard Ier de Paris.
- 831-844 : Bernard de Septimanie, (v. 800-844), fils de Guillaume de Gellone.

## voir aussi
- Marche d'Espagne